# 크로아티아의 세계유산

크로아티아의 세계유산은 세계유산 위원회를 거쳐 유네스코 세계유산에 등재된 크로아티아의 세계유산을 일컫는다. 크로아티아는 1991년 7월 6일 유네스코 조약에 비준한 이래, 8건의 문화유산과, 2건의 자연유산을 보유하고 있다.

## 목록

### 문화유산
| No. | 사진                | 등록명                                                                  | 소재지                                               | 등록년도 | 등록기준      | 유네스코 지정번호 | 비고                              |
| 1   |                     | 두브로브니크 옛 시가지                                                  | 두브로브니크네레트바주                               | 1979년   | (ⅰ), (ⅲ), (ⅳ) | 95                |                                   |
| 2   |                     | 스플리트의 디오클레티아누스 궁전과 역사 건축물                          | 스플리트달마티아주                                   | 1979년   | (ⅱ), (ⅲ), (ⅳ) | 97                |                                   |
| 3   | 에우프라시우스 성당 | 포레치 역사 지구의 에우프라시우스 성당                                  | 이스트라주                                           | 1997년   | (ⅱ), (ⅳ)      | 809               |                                   |
| 4   |                     | 트로기르 역사 도시                                                      | 스플리트달마티아주                                   | 1997년   | (ⅱ), (ⅳ)      | 810               |                                   |
| 5   |                     | 시베니크 성 제임스 성당                                                 | 시베니크크닌주                                       | 2000년   | (ⅰ), (ⅱ), (ⅳ) | 963               |                                   |
| 6   |                     | 스타리 그라드 평야                                                      | 스플리트달마티아주                                   | 2008년   | (ⅱ), (ⅲ), (ⅴ) | 1240              |                                   |
| 7   |                     | 스테치 중세 돌무덤                                                      | 크로아티아 몬테네그로 보스니아 헤르체고비나 세르비아 | 2016년   | (ⅲ), (ⅵ)      | 1504              | 4개국 공동 등재                   |
| 8   |                     | 16~17세기 베네치아의 방어 시설 : 스타토 다 테라 - 서쪽의 스타토 다 마르 | 크로아티아 몬테네그로 이탈리아                       | 2017년   | (ⅲ), (ⅳ)      | 1533              | 이탈리아 · 몬테네그로와 공동 등재 |

### 자연유산
| No. | 사진 | 등록명                                                               | 소재지 | 등록년도      | 등록기준      | 유네스코 지정번호 | 비고        |
| 1   |      | 플리트비체 호수 국립공원                                             | 리카센주 | 1979년 2000년 | (ⅶ), (ⅷ), (ⅸ) | 98                |             |
| 2   |      | 카르파티아 및 유럽의 기타 지역에 생육하는 고대 및 원시 너도밤나무 숲 | 크로아티아 독일 루마니아 벨기에 보스니아 헤르체고비나 북마케도니아 불가리아 스위스 스페인 슬로바키아 슬로베니아 알바니아 오스트리아 우크라이나 이탈리아 체코 폴란드 프랑스 | 2017년        | (ⅸ)           | 1133              | 18개국 공유 |